# Edimilson Fernandes
Edimilson Fernandes Ribeiro (Sion, 15 de abril de 1996) é um futebolista suíço que atua como zagueiro ou volante. Atualmente joga no Young Boys e na Seleção Suíça. 
O sobrenome português de Fernandes é devido à sua ascendência portuguesa e cabo-verdiana.

## Carreira

### Sion
Fernandes é um expoente da juventude do FC Sion. Ele fez sua estreia na Super Liga Suíça, em 01 de junho de 2013, frente ao FC Zürich em uma vitória de 4-2 em casa. Ele começou no primeiro tempo e foi substituído aos 53 minutos. Ele marcou seu primeiro gol sênior em 1 de Março de 2015, um empate 2-2 em casa com o FC Luzern. Fernandes jogou todos os minutos da campanha 2015-16 na Liga Europeia do Sion antes serem eliminados pelo Sporting de Braga. Ele jogou 65 vezes no time principal do Sion e 41 jogos no time sub-21 do clube.

### West Ham United
Em 25 de agosto, Fernandes assinou um contrato de quatro anos com o clube inglês West Ham United por um salário não revelado.

## Carreira internacional
Fernandes fez sua estreia para a Seleção Suíça sub-21 em março de 2016, em um empate 1-1 com a Inglaterra. Em seu segundo jogo, em 02 de setembro de 2016, ele marcou seu primeiro gol na vitória por 3-0 sobre o Cazaquistão.